# Номерні знаки Гренади
Код Гренади для міжнародного руху ТЗ — (WG).

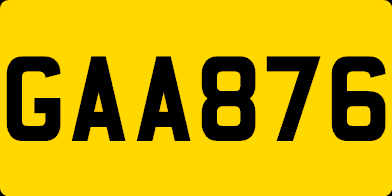
Урядовий ТЗ

Номерні знаки Гренади побудовано з урахуванням британських колоніальних традицій. Префікс доповнюють 0-2 літери, після чого розташовуються 1-4 цифри. Можливі формати мають вигляд Х 1234, ХА 1234, ХАВ 123.
Регулярні номерні знаки мають білі символи на чорному тлі або чорні символи на жовтому тлі.

## Кодування
| Префікс | Тип ТЗ                                          |
| ------- | ----------------------------------------------- |
| D       | дипломатичний транспорт                         |
| DEMO    | «демонстративні» — для торговельних організацій |
| G       | урядові ТЗ                                      |
| H       | наймані ТЗ (включно з автобусами і таксі)       |
| P       | приватні ТЗ                                     |
| R       | орендовані ТЗ                                   |
| SL      | спеціальний вантажний транспорт                 |
| T       | транспортні вантажні ТЗ                         |
| V       | «візитер» — тимчасово імпортовані ТЗ            |